# Kegyúri címer

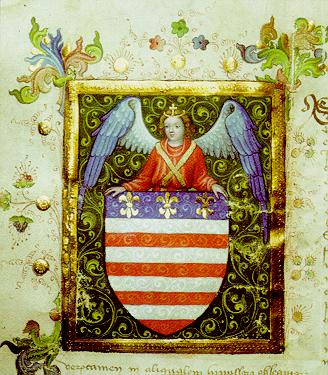
Aranyliliomok Kassa 1423-as címerében, melyek eredetileg Nagy Lajos kiváltságaként kerültek a város címerébe

Névváltozatok: oltalomczímer (Bárczay 5.) la: insignia patrocinii, fr: armoiries de patronage, de: Schutzwappen, Schutz- oder Gnadewappen, vergönnetes Wappen

Rövidítések:

A kegyúri címer hasonlít az engedménycímerhez, de míg ott a fejedelem címerének mesteralakja vagy címerképe kitüntetés vagy jutalom gyanánt került a címerbe, addig a kegyúri címerbe a fejedelmi pártfogás vagy oltalom jeléül. Pl. Párizs címerében a pajzsfőt a királyi liliomok töltik be. Németországban rendkívül ritkák voltak a kegyúri címerek, az olasz heraldikában viszont mindennaposak. Például a nem főnemesi származású bíborosok a pápa címerét viselték. A püspökök, apátok és apátnők címerüket a kolostoréval egészítették ki. Magyarországon Kassa esetében a pajzsfőben az Anjouk liliomai vannak, Pelsőc és más városok címerében pedig a királyi kettős kereszt, illetve a vágások láthatók. Az oláh vajdák a 14-17. században a magyar királyi fennhatóság és pártfogás jeléül a vágásokat és ritkábban a kettős keresztet használták a címereikben.
A kegyúri címer olyan tartományúri címer, melyet a családok vagy egyes személyek a függőség vagy a hűség jeleként viselnek a saját címerükhöz illesztve. Valamilyen feljebbvaló úr (nem minden esetben a tartományúr) adománya vagy jóváhagyása a saját védnöksége jelvényeként a megadományozott családnak vagy városnak. Ezen kitüntetés felvétele az adott család vagy város címerébe engedélyhez van kötve. A jelvény viselése egyben jelzi az esetleges ellenfelek számára is, hogy a címerviselő a kegyúr védelme alatt áll. A kegyúri templomokban a kegyúri család címere a diadalíven van, mely más templomokban a győzedelmes Jézus helye. Ilyen Gödöllőn a Grassalkovichok kegyúri temploma. A velencei szárnyas oroszlán mint a velenceiek hatalmi jelvénye számos adriai város műemlékén látható.